# Teatao Teannaki

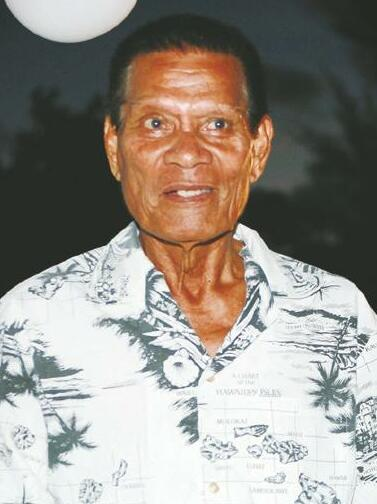
Teatao Teannaki

Teatao Teannaki (* 1936; † 11. Oktober 2016) war ein Politiker kiribatischer Herkunft.

## Leben
Bevor Teannaki Anfang des Jahres 1979 zum Vizepräsidenten unter dem damaligen Staatsoberhaupt Ieremia Tabai ernannt wurde, war er ein Mitglied des House of Assembly of Kiribati, dem kiribatischen Parlament. Neben diesem Amt übte er zusätzlich bis 1987 das des Innenministers aus. Zwischen 1987 und 1991 war er als Finanzminister tätig.
1991 beerbte er Iremia Tabai als Staatsoberhaupt Kiribatis. Dieses Amt behielt Teannaki bis zum 1. Oktober 1994, als er gegen den späteren Staatspräsidenten Teburoro Tito die Wahl zum Präsidenten verlor.
Trotz seiner Wahlniederlage blieb Teannaki Vorsitzender seiner Partei, der National Progressive Party of Kiribati.
Von Februar 2016 bis zu seinem Tod war er Parlamentspräsident.